# Cronici microelectronice
Cronici microelectronice  este o colecție de povestiri științifico-fantastice editată de Mihai Bădescu, Ștefan Ghidoveanu și Alexandru Mironov. A apărut în 1990 la Editura Tehnică. Conține 6 povestiri românești, o povestire sovietică de G. Altov, o povestire de Roger Zelazny, o povestire de William Gibson și Michael Swanwick și un fragment din „Vânătorul de recompense” de Philip K. Dick.

## Cuprins
1. „Cuvânt înainte”, eseu de Alexandru Mironov
2. „Prezentări”, eseu de Ștefan Ghidoveanu
3. „Depanatorul de softlete”, ficțiune scurtă de Constantin Cozmiuc
4. „Scrisoare deschisă adresată corporației de criminologie privind decesele prin „solo fagot””, ficțiune scurtă de Dorel Dorian
5. „Proiectantul principal”, ficțiune scurtă de G. Altov (traducere a povestirii Генеральный конструктор, din 1961)
6. „Lecția de mutantologie”, ficțiune scurtă de Radu Honga
7. „Evane”, ficțiune scurtă de E. C. Tubb (traducere a povestirii „Evane” de Edwin Charles Tubb din 1973)
8. „Omul simbiotic”, ficțiune scurtă de Cristian Lăzărescu
9. „Mașina de la Heartspring's Centre”, ficțiune scurtă de Roger Zelazny (traducere a povestirii „The Engine at Heartspring's Center” din 1974)
10. „Recidivistul”, ficțiune scurtă de Aurel Cărășel
11. „Lupta aeriană”, ficțiune scurtă de William Gibson și Michael Swanwick (traducere a povestirii „Dogfight” din 1985)
12. „Isidor își asumă riscul”, ficțiune scurtă de Dănuț Ungureanu
13. „Vânătorul de recompense”, un prim fragment din romanul lui Philip K. Dick. Partea a doua a traducerii a apărut în antologia Cronici metagalactice (1990).

## Vezi și
- 1990 în literatură
- Cronici metagalactice (1990)
- Lista cărților științifico-fantastice publicate în România
- Lista volumelor publicate în Colecția Fantastic Club
- Lista antologiilor de povestiri științifico-fantastice românești